# Заложане (Биртяевское сельское поселение)
Заложане — деревня в Котельничском районе Кировской области в составе Биртяевского сельского поселения.

## География
Располагается на расстоянии примерно 5 км на северо-восток по прямой от райцентра города Котельнич у дороги Котельнич-Киров.

## История
Известна с 1678 года как деревня Васильевская Зубова с 1 двором, в 1764 уже Васильевская с 19 жителями. В 1873 году здесь (Васильевская 2-я или Гулины) отмечено дворов 5 и жителей 40, в 1905 (Васильевская 1-я или Заложана, Гулины) 10 и 60, в 1926 (Заложане или Васильевская 1-я) 7 и 53, в 1950 6 и 18, в 1989 году оставалось 3 человека. Настоящее название утвердилось с 1939 года.

## Население
Постоянное население  составляло 2 человека (русские 100%) в 2002 году, 1 в 2010.